# Madame Récamier (David)
Madame Récamier es un cuadro pintado al óleo sobre lienzo de 174 cm de alto por 224 cm de ancho pintado por el artista francés Jacques-Louis David en 1800. Se conserva en el Museo del Louvre de París, Francia.
Juliette Récamier, esposa de un banquero, era una de las jóvenes más notables y bellas de su época. Tenía un salón en el que se reunían los realistas, partidarios de una restauración borbónica y contrarios a Napoleón y concurrido por intelectuales como Jacques-Louis David, Benjamin Constant o Chateaubriand. Cuando se realizó este cuadro contaba con 23 años. Por establecer relaciones con escritores antimonárquicos, y negarse a ser dama de honor de Josefina, acabó siendo exiliada por Napoléon.
David la retrata como una heroína de la República o protagonista del Imperio, cuando en realidad era opuesta a ambas cosas. Está recostada, vistiendo un sencillo vestido blanco de estilo helénico; muestra los pies desnudos. No lleva joyas ni maquillaje y el peinado es un sobrio recogido de estilo romano con una cinta. Se la ve desde una cierta distancia, de tal manera que el rostro parece bastante pequeño, lo que al final hace que se trate menos de un retrato de una persona y más de un ideal de elegancia femenina.
La ambientación es clásica: un tipo de diván o triclinio que a partir de entonces se conoció como Récamier, un reposapiés y un candelabro o lámpara romana. Aparece así como una moderna virgen vestal con la mirada desenfadada, pero con el cuerpo girado para indicar castidad. Este tipo de 'mobiliario romano' acababa de ser descubierto gracias a las entonces recientes excavaciones arqueológicas en Pompeya y Herculano.
Esta sobriedad y sencillez a la manera de la antigüedad, que en el pasado pudo entenderse como revolucionaria, era en el momento en que se pintó la obra (1800) tan solo una moda o estilo más.
La obra está inacabada, sin que se sepa muy bien por qué. Ello permite estudiar la técnica de David, antes de que sus vibrantes pinceladas preliminares se vean cubiertas por la capa de acabado de colores translúcidos.
Uno de los aspectos más innovadores de esta obra es su formato horizontal, inusual para un retrato y más propio de pinturas de historia.